# YSIGIM
YSIGIM – polski zespół funeral doom metalowy działający początkowo w latach 1993–1997, zaliczany do pionierów i prekursorów tego gatunku na świecie obok Thergotton, Esoteric, Unholy. 

## Historia
Zespół YSIGIM powstał na bazie doomowego zespołu OBNOXIOUSNESS, który w latach 1991-1992 wydał trzy dema, ze względu na fakt, że w skład obu zespołów jest identyczny, a muzyka jest również bardzo podobna można mówić o zmianie nazwy, co zresztą potwierdzają sami muzycy
W 1993 roku zespół zarejestrował swój najważniejszy w tym okresie materiał "Ain Soph Or", który poprzedziło demo "Ensoph" zawierące dwa utwory z tej sesji nagraniowej. Co ciekawe masteringu materiału dokonał Robert Brylewski, osoba zupełnie nie związana i nie kojarzona ze sceną metalową. Po wydaniu tego materiału w formie kasety, zespół nagrał jeszcze dwa dema, z których jedno (zarejestrowany koncert z festiwalu Jak'em Troll z Ostrołęki z 1995 roku) wraz z materiałem "Ain Soph Or" wydała amerykańska wytwórnia Wild Rags Records jako album "Whispers".
W 1997 roku obaj muzycy YSIGIM stworzyli zespół SEASON grający gothic rock/metal i zawiesili działalność jako YSIGIM. 
W 2004 roku nastąpiła pierwsza próba reaktywacji zespołu, wskazująca na ewidentny romans muzyków z dark electro i muzyką industrial. Niestety po kilku latach zespół poddał się. 
Kolejna próba reaktywacji nastąpiła w 2014 roku, zespół wrócił do nagrywania utworów, niestety tym razem też się nie udało.
Dopiero w 2023 roku muzycy dali o sobie znać pod koniec roku reaktywując działalność. Przez 2024 trwały prace nad nowymi i starymi utworami - pierwszy efekt zaprezentowano w październiku (singiel "Self Blessing (Hell-o-ween 2024 mix)"), miesiąc później zespół opublikował album "Dead God Lies" zawierający trzy nowe wersje utworów powstałe w okresie 1993-2012 oraz remiksy utworów z okresu 2006-2012. 
W marcu 2025 zespół zaprezentował nowy singiel "Endless", który promuje zapowiadaną na ten rok płytę "Sins". 

## Dyskografia
- Ain Soph Or (1993) (kaseta) WICCA-001
- Whispers (album) (1996) WRR079
- Self Blessing (Hell-o-ween 2024 mix) (singiel 2024)
- Dead God Lies (2024) (CD/MD) WICCA-24-01
- Endless (singiel 2025)